# I mondi del Mandala
I mondi del Mandala  (On the Rim of the Mandala) è un romanzo di fantascienza del 1987 dello scrittore statunitense Paul Cook, sul genere poliziesco noir, con contaminazioni mistiche orientaleggianti e di monito alle possibili aberrazioni futuribili della Biotecnologia.

## Trama
Con la scoperta di una sorgente di energia chiamata Maṇḍala, memoria della Ruota Cosmica della religione induistica, l'Umanità si è diffusa attraverso i mondi raggiunti dai suoi raggi, rendendo praticabile il viaggio interstellare.
Il detective Lou Colleran, dotato di immortalità, si trova puntualmente ad assistere a dei tentativi di omicidio ad opera di creature mostruose, dove a farne le spese sono persone innocenti e a lui care, rimanendo misteriosi il mandante e il possibile bersaglio.
Il lavoro di Colleran è complicato da episodi di allucinazione mistica, originati da una degenerazione del cervello causata dalla longevità. La soluzione dal risvolto inquietante, si rivela in una stazione atmosferica di un pianeta gigante gassoso simile a Giove, popolato da creature fluttuanti e probabile mondo paradisiaco o Nirvana

## Edizioni
- Paul Cook, On the Rim of the Mandala, 1987.
- Paul Cook, I mondi del Mandala, traduzione di Riccardo Valla, Urania n. 1093, Arnoldo Mondadori, 1989.